# Scuola Enrico Mattei
La Scuola Enrico Mattei viene fondata nel 1957 con il nome di "Scuola di Studi Superiori sugli Idrocarburi" dal primo presidente di Eni, Enrico Mattei, al quale sarà poi dedicata qualche anno dopo la sua scomparsa. La scuola costituisce un'esperienza di formazione post laurea, in collegamento con paesi esteri e del terzo mondo.
Nel 1991 il corso di formazione ha assunto la denominazione di Master in Economia dell'energia e dell'ambiente (MEDEA).
Dal 2001 fa parte di Eni Corporate University.